# Mercuer
Mercuer és un municipi francès, situat al departament de l'Ardecha i a la regió d'Alvèrnia-Roine-Alps. L'any 2007 tenia 1.167 habitants.

## Demografia

### Població
El 2007 la població de fet de Mercuer era de 1.167 persones. Hi havia 479 famílies de les quals 110 eren unipersonals (57 homes vivint sols i 53 dones vivint soles), 176 parelles sense fills, 168 parelles amb fills i 25 famílies monoparentals amb fills.
La població ha evolucionat segons el següent gràfic:
Habitants censats

### Habitatges
El 2007 hi havia 551 habitatges, 475 eren l'habitatge principal de la família, 52 eren segones residències i 24 estaven desocupats. 520 eren cases i 29 eren apartaments. Dels 475 habitatges principals, 395 estaven ocupats pels seus propietaris, 67 estaven llogats i ocupats pels llogaters i 12 estaven cedits a títol gratuït; 6 tenien una cambra, 12 en tenien dues, 50 en tenien tres, 149 en tenien quatre i 258 en tenien cinc o més. 404 habitatges disposaven pel capbaix d'una plaça de pàrquing. A 173 habitatges hi havia un automòbil i a 271 n'hi havia dos o més.

### Piràmide de població
La piràmide de població per edats i sexe el 2009 era:
| Homes | Edats   | Dones |
| ----- | ------- | ----- |
| 0     | 95 o +  | 4     |
| 4     | 90 a 94 | 8     |
| 4     | 85 a 89 | 4     |
| 0     | 80 a 84 | 4     |
| 24    | 75 a 79 | 24    |
| 8     | 70 a 74 | 20    |
| 36    | 65 a 69 | 20    |
| 16    | 60 a 64 | 28    |
| 44    | 55 a 59 | 28    |
| 52    | 50 a 54 | 68    |
| 36    | 45 a 49 | 48    |
| 48    | 40 a 44 | 28    |
| 24    | 35 a 39 | 40    |
| 28    | 30 a 34 | 24    |
| 28    | 25 a 29 | 24    |
| 20    | 20 a 24 | 12    |
| 32    | 15 a 19 | 36    |
| 24    | 10 a 14 | 52    |
| 40    | 5 a 9   | 20    |
| 24    | 0 a 4   | 16    |

## Economia
El 2007 la població en edat de treballar era de 742 persones, 530 eren actives i 212 eren inactives. De les 530 persones actives 498 estaven ocupades (258 homes i 240 dones) i 31 estaven aturades (13 homes i 18 dones). De les 212 persones inactives 92 estaven jubilades, 63 estaven estudiant i 57 estaven classificades com a «altres inactius».

### Ingressos
El 2009 a Mercuer hi havia 492 unitats fiscals que integraven 1.237 persones, la mediana anual d'ingressos fiscals per persona era de 18.518 €.

### Activitats econòmiques
Dels 40 establiments que hi havia el 2007, 1 era d'una empresa extractiva, 2 d'empreses de fabricació d'altres productes industrials, 14 d'empreses de construcció, 4 d'empreses de comerç i reparació d'automòbils, 1 d'una empresa d'hostatgeria i restauració, 2 d'empreses financeres, 2 d'empreses immobiliàries, 7 d'empreses de serveis, 4 d'entitats de l'administració pública i 3 d'empreses classificades com a «altres activitats de serveis».
Dels 10 establiments de servei als particulars que hi havia el 2009, 2 eren paletes, 1 guixaire pintor, 6 lampisteries i 1 electricista.
L'any 2000 a Mercuer hi havia 11 explotacions agrícoles.

## Equipaments sanitaris i escolars
El 2009 hi havia una escola elemental.

## Poblacions més properes
El següent diagrama mostra les poblacions més properes.